# Diksnavelleeuwerik
De diksnavelleeuwerik (Ramphocoris clotbey, synoniem: Melanocorypha clotbey) is een zangvogel uit de familie van de leeuweriken (Alaudidae).

## Kenmerken
Het meest opvallend is de snavel die doet denken aan die van een appelvink: stevig en dik. De veren zijn bruin, met op de borst donkere vlekken. Op de vleugels bevindt zich een zwarte en duidelijke witte streep. Op de zijkant van de kop is er een zwarte vlek aanwezig. Zijn houding doet trots aan, omdat zijn lichaam sterk opgericht is. De soort beweegt zich in een snel tempo over de grond en terwijl hij rent houdt hij het lijf rechtop, terwijl de meeste leeuweriksoorten dan hun lijf juist naar beneden drukken.

## Verspreiding en leefgebied
De soort komt voor in noordwestelijk Afrika en in het noordwesten van het Arabisch schiereiland. De vogel leeft in steenwoestijnen in vlak of licht golvend terrein, met een voorkeur voor licht begroeide stukken, ook wel in spaarzaam begroeide beddingen van wadi's en droge steppen.

## Status
De grootte van de wereldpopulatie is niet gekwantificeerd. Men veronderstelt dat de soort in aantal stabiel is. Om deze redenen staat de diksnavelleeuweik als niet bedreigd op de Rode Lijst van de IUCN.